# Inishowen
Inishowen är en halvö i republiken Irland.   Den ligger i grevskapet County Donegal och provinsen Ulster, i den norra delen av landet, 220 km norr om huvudstaden Dublin. Arean är 884 kvadratkilometer.